# Чемпионат Европы по футболу среди молодёжных команд 2025
Чемпионат Европы по футболу 2025 среди игроков до 21 года (англ. 2025 UEFA European Under-21 Championship) — 25-й розыгрыш чемпионата Европы по футболу среди игроков до 21 года (и 28-й розыгрыш турнира с учётом чемпионатов Европы среди игроков до 23 лет), который прошёл с 11 по 28 июня 2025 года в Словакии. В турнире приняли участие футболисты, родившиеся не ранее 1 января 2002 года.
2-й подряд и 4-й в истории титул чемпиона среди молодёжных команд завоевала сборная Англии, обыгравшая в дополнительное время финального матча сверстников из Германии.

## Выбор организатора
Словакия была выбрана страной-организатором турнира на собрании исполнительного комитета УЕФА в январе 2023 года.

## Города и стадионы
Матчи прошли на восьми стадионах в восьми городах Словакии.
| Братислава | Трнава                      | Дунайска-Стреда     | Кошице                  |
| --- | --------------------------- | ------------------- | ----------------------- |
| Тегельне поле | Стадион Антона Малатинского | МОЛ Арена           | Футбольная арена Кошице |
| Вместимость: 22 500 | Вместимость: 18 200         | Вместимость: 12 700 | Вместимость: 12 658     |
| |                             |                     |                         |
| Братислава Трнава Дунайска-Стреда Тренчин Жилина Кошице Прешов НитраЧемпионат Европы по футболу среди молодёжных команд 2025, Словакия |                             |                     |                         |
| Жилина | Тренчин                     | Нитра               | Прешов                  |
| Под Дубнём | Стадион на Сиготи           | Под Зобором         | Тартан Арена            |
| Вместимость: 10 897 | Вместимость: 10 000         | Вместимость: 7480   | Вместимость: 6500       |
| |                             |                     |                         |

## Квалификация

### Квалифицировались в финальный турнир
| Сборная    | Способ квалификации  | Дата квалификации | Участие | Подряд | В последний раз | Лучший результат                             |
| ---------- | -------------------- | ----------------- | ------- | ------ | --------------- | -------------------------------------------- |
| Словакия   | Организатор          | 25 января 2023    | 3       | 1      | 2017            | 4-е место (2000)                             |
| Нидерланды | Победитель группы C  | 9 сентября 2024   | 10      | 3      | 2023            | Чемпион (2006, 2007)                         |
| Испания    | Победитель группы B  | 10 сентября 2024  | 17      | 5      | 2023            | Чемпион (1986, 1998, 2011, 2013, 2019)       |
| Португалия | Победитель группы G  | 11 октября 2024   | 11      | 3      | 2023            | 2-е место (1994, 2015, 2021)                 |
| Германия   | Победитель группы D  | 11 октября 2024   | 15      | 7      | 2023            | Чемпион (2009, 2017, 2021)                   |
| Дания      | Победитель группы I  | 11 октября 2024   | 10      | 1      | 2021            | Полуфинал (1992, 2015)                       |
| Украина    | 2-е место в группе F | 11 октября 2024   | 4       | 2      | 2023            | 2-е место (2006)                             |
| Англия     | Победитель группы F  | 12 октября 2024   | 18      | 10     | 2023            | Чемпион (1982, 1984, 2023)                   |
| Румыния    | Победитель группы E  | 15 октября 2024   | 5       | 4      | 2023            | Полуфинал (2019)                             |
| Польша     | 2-е место в группе D | 15 октября 2024   | 8       | 1      | 2019            | Четвертьфинал (1982, 1984, 1986, 1992, 1994) |
| Словения   | Победитель группы H  | 15 октября 2024   | 2       | 1      | 2021            | Групповой этап (2021)                        |
| Франция    | 2-е место в группе H | 15 октября 2024   | 12      | 4      | 2023            | Чемпион (1988)                               |
| Италия     | Победитель группы A  | 15 октября 2024   | 23      | 7      | 2023            | Чемпион (1992, 1994, 1996, 2000, 2004)       |
| Финляндия  | Победитель плей-офф  | 19 ноября 2024    | 2       | 1      | 2009            | Групповой этап (2009)                        |
| Чехия      | Победитель плей-офф  | 19 ноября 2024    | 10      | 3      | 2023            | Чемпион (2002)                               |
| Грузия     | Победитель плей-офф  | 19 ноября 2024    | 2       | 2      | 2023            | Четвертьфинал (2023)                         |

1. 1 2 3  Одна из трёх лучших команд, занявших вторые места в группах отборочного турнира.
2. ↑  Сборная Чехии является преемником сборной Чехословакии, которая принимала участие в 6 финальных турнирах. Лучший результат — четвертьфинал на чемпионатах Европы 1978, 1980, 1988, 1990, 1992 и 1994 годов.

## Жеребьёвка
Жеребьёвка финального турнира молодёжного чемпионата Европы 2025 пройдёт в Братиславе 3 декабря 2024 года в 19:00 (CET).
16 квалифицировавшихся команд были разделены на 4 корзины в соответствии с рейтингом молодёжных сборных УЕФА.
| Корзина 1  | Корзина 1 |
| Команда    | Коэфф.    |
| ---------- | --------- |
| Испания    | 42,177    |
| Англия     | 39,964    |
| Португалия | 39,098    |
| Нидерланды | 38,730    |

| Корзина 2 | Корзина 2 |
| Команда   | Коэфф.    |
| --------- | --------- |
| Германия  | 36,793    |
| Франция   | 35,632    |
| Украина   | 33,734    |
| Италия    | 33,701    |

| Корзина 3 | Корзина 3 |
| Команда   | Коэфф.    |
| --------- | --------- |
| Дания     | 33,266    |
| Румыния   | 31,493    |
| Польша    | 30,732    |
| Чехия     | 30,100    |

| Корзина 4          | Корзина 4 |
| Команда            | Коэфф.    |
| ------------------ | --------- |
| Грузия             | 29,266    |
| Словения           | 28,886    |
| Финляндия          | 28,552    |
| Словакия (хозяева) | 27,248    |

## Судейские бригады
| Судья                 | Помощники судьи                            | Резервные судьи                                           | VAR |
| --------------------- | ------------------------------------------ | --------------------------------------------------------- | --- |
| Эльчин Масиев         | Эльшад Абдуллаев Парвин Талибов            | Булат Сариев Ишмаэль Барбара Игор Стойчевски Михал Оченаш | Майкл Солсбери Ян Ботерберг Драгомир Драганов Сёрен Шторкс Ангелос Эвангелу Йонас Хансен Сесар Сото Градо Даниэле Чиффи Клей Руперти Пётр Лясык Бастьен Дешепи Марио Зебец Лукас Фендрих Эндрю Даллас |
| Василиос Фотиас       | Андреас Мейнтанас Михалис Пападакис        | Булат Сариев Ишмаэль Барбара Игор Стойчевски Михал Оченаш | Майкл Солсбери Ян Ботерберг Драгомир Драганов Сёрен Шторкс Ангелос Эвангелу Йонас Хансен Сесар Сото Градо Даниэле Чиффи Клей Руперти Пётр Лясык Бастьен Дешепи Марио Зебец Лукас Фендрих Эндрю Даллас |
| Гога Кикачеишвили     | Давит Ахвледиани Давит Габисония           | Булат Сариев Ишмаэль Барбара Игор Стойчевски Михал Оченаш | Майкл Солсбери Ян Ботерберг Драгомир Драганов Сёрен Шторкс Ангелос Эвангелу Йонас Хансен Сесар Сото Градо Даниэле Чиффи Клей Руперти Пётр Лясык Бастьен Дешепи Марио Зебец Лукас Фендрих Эндрю Даллас |
| Якоб Сундберг         | Виктор Скютте Дениз Юрдакуль               | Булат Сариев Ишмаэль Барбара Игор Стойчевски Михал Оченаш | Майкл Солсбери Ян Ботерберг Драгомир Драганов Сёрен Шторкс Ангелос Эвангелу Йонас Хансен Сесар Сото Градо Даниэле Чиффи Клей Руперти Пётр Лясык Бастьен Дешепи Марио Зебец Лукас Фендрих Эндрю Даллас |
| Симоне Соцца          | Давиде Империале Алессио Берти             | Булат Сариев Ишмаэль Барбара Игор Стойчевски Михал Оченаш | Майкл Солсбери Ян Ботерберг Драгомир Драганов Сёрен Шторкс Ангелос Эвангелу Йонас Хансен Сесар Сото Градо Даниэле Чиффи Клей Руперти Пётр Лясык Бастьен Дешепи Марио Зебец Лукас Фендрих Эндрю Даллас |
| Манфредас Лукьянчукас | Мангирдас Мираускас Александрас Степановас | Булат Сариев Ишмаэль Барбара Игор Стойчевски Михал Оченаш | Майкл Солсбери Ян Ботерберг Драгомир Драганов Сёрен Шторкс Ангелос Эвангелу Йонас Хансен Сесар Сото Градо Даниэле Чиффи Клей Руперти Пётр Лясык Бастьен Дешепи Марио Зебец Лукас Фендрих Эндрю Даллас |
| Сандер ван дер Эйк    | Ренс Блюминк Стефан Де Гроот               | Булат Сариев Ишмаэль Барбара Игор Стойчевски Михал Оченаш | Майкл Солсбери Ян Ботерберг Драгомир Драганов Сёрен Шторкс Ангелос Эвангелу Йонас Хансен Сесар Сото Градо Даниэле Чиффи Клей Руперти Пётр Лясык Бастьен Дешепи Марио Зебец Лукас Фендрих Эндрю Даллас |
| Дамиан Сильвестшак    | Адам Карасевич Бартош Хейниг               | Булат Сариев Ишмаэль Барбара Игор Стойчевски Михал Оченаш | Майкл Солсбери Ян Ботерберг Драгомир Драганов Сёрен Шторкс Ангелос Эвангелу Йонас Хансен Сесар Сото Градо Даниэле Чиффи Клей Руперти Пётр Лясык Бастьен Дешепи Марио Зебец Лукас Фендрих Эндрю Даллас |
| Ненад Минакович       | Никола Борович Бошко Божович               | Булат Сариев Ишмаэль Барбара Игор Стойчевски Михал Оченаш | Майкл Солсбери Ян Ботерберг Драгомир Драганов Сёрен Шторкс Ангелос Эвангелу Йонас Хансен Сесар Сото Градо Даниэле Чиффи Клей Руперти Пётр Лясык Бастьен Дешепи Марио Зебец Лукас Фендрих Эндрю Даллас |
| Алессандро Дудич      | Паскаль Хирцель Николас Мюллер             | Булат Сариев Ишмаэль Барбара Игор Стойчевски Михал Оченаш | Майкл Солсбери Ян Ботерберг Драгомир Драганов Сёрен Шторкс Ангелос Эвангелу Йонас Хансен Сесар Сото Градо Даниэле Чиффи Клей Руперти Пётр Лясык Бастьен Дешепи Марио Зебец Лукас Фендрих Эндрю Даллас |
| Ник Уолш              | Дэниел Макфарлейн Калум Спенс              | Булат Сариев Ишмаэль Барбара Игор Стойчевски Михал Оченаш | Майкл Солсбери Ян Ботерберг Драгомир Драганов Сёрен Шторкс Ангелос Эвангелу Йонас Хансен Сесар Сото Градо Даниэле Чиффи Клей Руперти Пётр Лясык Бастьен Дешепи Марио Зебец Лукас Фендрих Эндрю Даллас |
| Алексис Эррера        | Любин Торреальба Альберто Понте            | Булат Сариев Ишмаэль Барбара Игор Стойчевски Михал Оченаш | Майкл Солсбери Ян Ботерберг Драгомир Драганов Сёрен Шторкс Ангелос Эвангелу Йонас Хансен Сесар Сото Градо Даниэле Чиффи Клей Руперти Пётр Лясык Бастьен Дешепи Марио Зебец Лукас Фендрих Эндрю Даллас |
| Джон Брукс            | Симон Беннетт Даниэль Робатан              | Булат Сариев Ишмаэль Барбара Игор Стойчевски Михал Оченаш | Майкл Солсбери Ян Ботерберг Драгомир Драганов Сёрен Шторкс Ангелос Эвангелу Йонас Хансен Сесар Сото Градо Даниэле Чиффи Клей Руперти Пётр Лясык Бастьен Дешепи Марио Зебец Лукас Фендрих Эндрю Даллас |

1. 1 2  В первоначальный список входила судейская бригада из Англии, однако из-за травмы, полученной Джоном Бруксом, она была заменена литовской бригадой во главе с Манфредасом Лукьянчукасом.
2. ↑  Судейская бригада из Венесуэлы представляет КОНМЕБОЛ, конфедерацию Южной Америки.

## Составы
В состав каждой сборной входили 23 игрока, из них 3 должны были быть вратарями. До начала первого матча любая сборная могла заменить в своей заявке получившего травму или серьёзно заболевшего игрока.

## Групповой этап
Команды, занявшие в своих группах первое и второе место, выходят в четвертьфинал.
Время начала матчей указано местное (CEST, (UTC+2).

### Критерии классификации
Ранжирование команд на групповом этапе происходит в соответствии со следующими критериями в указанном порядке:
1. очки, полученные во всех матчах группового этапа;
2. очки, полученные в очных встречах между командами;
3. разница голов в очных встречах между командами;
4. количество забитых голов в очных встречах между командами;
5. разница голов во всех матчах группового этапа;
6. количество забитых голов во всех матчах группового этапа;
7. послематчевые пенальти (только если две команды равны по вышеперечисленным критериям и они встретились в последнем матче группового этапа);
8. дисциплинарные показатели (прямая красная карточка — 3 очка, жёлтая карточка — 1 очко, удаление за две жёлтые карточки — 3 очка);
9. коэффициенты УЕФА;
10. жребий.

### Группа A
| Поз | Команда      | И | В | Н | П | МЗ | МП | РМ | О | Квалификация |
| --- | ------------ | - | - | - | - | -- | -- | -- | - | ------------ |
| 1   | Испания      | 3 | 2 | 1 | 0 | 6  | 4  | +2 | 7 | Плей-офф     |
| 2   | Италия       | 3 | 2 | 1 | 0 | 3  | 1  | +2 | 7 | Плей-офф     |
| 3   | Словакия (Х) | 3 | 1 | 0 | 2 | 4  | 5  | −1 | 3 |              |
| 4   | Румыния      | 3 | 0 | 0 | 3 | 2  | 5  | −3 | 0 |              |

| Словакия                          | 2:3     | Испания                                 |
| --------------------------------- | ------- | --------------------------------------- |
| - Копасек 48′ - Суслов 53′ (пен.) | (отчёт) | - Пубиль 16′ - Джозеф 18′ - Таррега 90′ |

| Италия        | 1:0     | Румыния |
| ------------- | ------- | ------- |
| Бальданци 26′ | (отчёт) |         |

| Испания                          | 2:1     | Румыния    |
| -------------------------------- | ------- | ---------- |
| - Хаурегисар 85′ - Фернандес 88′ | (отчёт) | Мунтяну 4′ |

| Словакия | 0:1     | Италия     |
| -------- | ------- | ---------- |
|          | (отчёт) | Казадеи 7′ |

| Румыния   | 1:2     | Словакия                 |
| --------- | ------- | ------------------------ |
| Акдаг 67′ | (отчёт) | - Оберт 11′ - Суслов 57′ |

| Испания      | 1:1     | Италия      |
| ------------ | ------- | ----------- |
| Родригес 53′ | (отчёт) | Пизилли 59′ |

### Группа B
| Поз | Команда  | И | В | Н | П | МЗ | МП | РМ | О | Квалификация |
| --- | -------- | - | - | - | - | -- | -- | -- | - | ------------ |
| 1   | Германия | 3 | 3 | 0 | 0 | 9  | 3  | +6 | 9 | Плей-офф     |
| 2   | Англия   | 3 | 1 | 1 | 1 | 4  | 3  | +1 | 4 | Плей-офф     |
| 3   | Чехия    | 3 | 1 | 0 | 2 | 5  | 7  | −2 | 3 |              |
| 4   | Словения | 3 | 0 | 1 | 2 | 0  | 5  | −5 | 1 |              |

| Чехия    | 1:3     | Англия                                  |
| -------- | ------- | --------------------------------------- |
| Фила 51′ | (отчёт) | - Эллиотт 39′ - Роу 48′ - Крессуэлл 76′ |

| Германия                        | 3:0     | Словения |
| ------------------------------- | ------- | -------- |
| Вольтемаде 19′, 42′, 82′ (пен.) | (отчёт) |          |

| Англия | 0:0     | Словения |
| ------ | ------- | -------- |
|        | (отчёт) |          |

| Чехия                               | 2:4     | Германия                                                    |
| ----------------------------------- | ------- | ----------------------------------------------------------- |
| - Аррей-Мби 61′ (авт.) - Спачил 66′ | (отчёт) | - Тресольди 34′ - Небель 41′ - Вольтемаде 54′ - Мартель 59′ |

| Словения | 0:2     | Чехия                 |
| -------- | ------- | --------------------- |
|          | (отчёт) | - Фила 48′ - Сейк 57′ |

| Англия    | 1:2     | Германия                 |
| --------- | ------- | ------------------------ |
| Скотт 76′ | (отчёт) | - Кнауфф 3′ - Вайпер 33′ |

### Группа C
| Поз | Команда    | И | В | Н | П | МЗ | МП | РМ | О | Квалификация |
| --- | ---------- | - | - | - | - | -- | -- | -- | - | ------------ |
| 1   | Португалия | 3 | 2 | 1 | 0 | 9  | 0  | +9 | 7 | Плей-офф     |
| 2   | Франция    | 3 | 2 | 1 | 0 | 7  | 3  | +4 | 7 | Плей-офф     |
| 3   | Грузия     | 3 | 1 | 0 | 2 | 4  | 8  | −4 | 3 |              |
| 4   | Польша     | 3 | 0 | 0 | 3 | 2  | 11 | −9 | 0 |              |

| Португалия | 0:0     | Франция |
| ---------- | ------- | ------- |
|            | (отчёт) |         |

| Польша                  | 1:2     | Грузия                             |
| ----------------------- | ------- | ---------------------------------- |
| Калузиньский 73′ (пен.) | (отчёт) | - Ломинадзе 55′ - Гордезиани 90+3′ |

| Португалия                                               | 5:0     | Польша |
| -------------------------------------------------------- | ------- | ------ |
| - Кенда 16′, 24′ - Араужу 30′ - Бернарду 41′ - Гомеш 63′ | (отчёт) |        |

| Франция                                  | 3:2     | Грузия                        |
| ---------------------------------------- | ------- | ----------------------------- |
| - Матис 35′ - Лепенан 89′ - Барри 90+12′ | (отчёт) | - Абуашвили 76′ - Сазонов 84′ |

| Грузия | 0:4     | Португалия                                                   |
| ------ | ------- | ------------------------------------------------------------ |
|        | (отчёт) | - Пиньейру 24′ - Кенда 62′ - Гомеш 87′ - Араужу 90+5′ (пен.) |

| Франция                                | 4:1     | Польша    |
| -------------------------------------- | ------- | --------- |
| - Зезе 18′ - Сиссе 19, 29′ - Аблин 82′ | (отчёт) | Мосур 61′ |

### Группа D
| Поз | Команда    | И | В | Н | П | МЗ | МП | РМ | О | Квалификация |
| --- | ---------- | - | - | - | - | -- | -- | -- | - | ------------ |
| 1   | Дания      | 3 | 2 | 1 | 0 | 7  | 5  | +2 | 7 | Плей-офф     |
| 2   | Нидерланды | 3 | 1 | 1 | 1 | 5  | 4  | +1 | 4 | Плей-офф     |
| 3   | Украина    | 3 | 1 | 0 | 2 | 4  | 5  | −1 | 3 |              |
| 4   | Финляндия  | 3 | 0 | 2 | 1 | 4  | 6  | −2 | 2 |              |

| Украина                     | 2:3     | Дания                                 |
| --------------------------- | ------- | ------------------------------------- |
| - Волошин 22′ - Брагару 78′ | (отчёт) | - Бишофф 63′ - Бёвинг 81′ - Осула 88′ |

| Финляндия                  | 2:2     | Нидерланды                 |
| -------------------------- | ------- | -------------------------- |
| - Терхо 25′ - Кескинен 28′ | (отчёт) | - Валенте 59′ - Поку 90+3′ |

| Финляндия | 0:2     | Украина                   |
| --------- | ------- | ------------------------- |
|           | (отчёт) | - Ванат 28′ - Брагару 49′ |

| Нидерланды           | 1:2     | Дания          |
| -------------------- | ------- | -------------- |
| Провстгор 19′ (авт.) | (отчёт) | Осула 35′, 47′ |

| Дания           | 2:2     | Финляндия                   |
| --------------- | ------- | --------------------------- |
| Хардер 10′, 68′ | (отчёт) | - Скюття 73′ - Кескинен 82′ |

| Нидерланды                     | 2:0     | Украина |
| ------------------------------ | ------- | ------- |
| - Валенте 34′ - Ван Берген 79′ | (отчёт) |         |

## Плей-офф

### Сетка
|  | Четвертьфинал             | Четвертьфинал    |                      |   | Полуфинал | Полуфинал |  |  | Финал | Финал |
|  |                           |                  |                      |   |           |           |  |  |       |       |
|  | 21 июня — Трнава          |                  |                      |   |           |           |  |  |       |       |
|  |                           |                  |                      |   |           |           |  |  |       |       |
|  | Испания                   | 1                |                      |   |           |           |  |  |       |       |
|  | Испания                   | 1                | 25 июня — Братислава |   |           |           |  |  |       |       |
|  | Англия                    | 3                |                      |   |           |           |  |  |       |       |
|  | Англия                    | 3                | Англия               | 2 |           |           |  |  |       |       |
|  | 21 июня — Жилина          |                  | Англия               | 2 |           |           |  |  |       |       |
|  |                           | Нидерланды       | 1                    |   |           |           |  |  |       |       |
|  | Португалия                | Нидерланды       | 1                    | 0 |           |           |  |  |       |       |
|  | Португалия                |                  | 28 июня — Братислава | 0 |           |           |  |  |       |       |
|  | Нидерланды                | 1                |                      |   |           |           |  |  |       |       |
|  | Нидерланды                | 1                | Англия (доп. вр.)    | 3 |           |           |  |  |       |       |
|  | 22 июня — Дунайска-Стреда |                  | Англия (доп. вр.)    | 3 |           |           |  |  |       |       |
|  |                           | Германия         | 2                    |   |           |           |  |  |       |       |
|  | Германия (доп. вр.)       | Германия         | 2                    | 3 |           |           |  |  |       |       |
|  | Германия (доп. вр.)       | 25 июня — Кошице |                      | 3 |           |           |  |  |       |       |
|  | Италия                    | 2                |                      |   |           |           |  |  |       |       |
|  | Италия                    | 2                | Германия             | 3 |           |           |  |  |       |       |
|  | 22 июня — Прешов          |                  | Германия             | 3 |           |           |  |  |       |       |
|  |                           | Франция          | 0                    |   |           |           |  |  |       |       |
|  | Дания                     | Франция          | 0                    | 2 |           |           |  |  |       |       |
|  | Дания                     |                  |                      | 2 |           |           |  |  |       |       |
|  | Франция                   | 3                |                      |   |           |           |  |  |       |       |
|  | Франция                   | 3                |                      |   |           |           |  |  |       |       |

### Четвертьфиналы
| Португалия | 0:1     | Нидерланды |
| ---------- | ------- | ---------- |
|            | (отчёт) | Поку 84′   |

| Испания          | 1:3     | Англия                                           |
| ---------------- | ------- | ------------------------------------------------ |
| Герра 39′ (пен.) | (отчёт) | Макати 10′ · Эллиотт 15′ · Андерсон 90+4′ (пен.) |

| Дания                       | 2:3     | Франция                             |
| --------------------------- | ------- | ----------------------------------- |
| - Бишофф 18′ - Сёренсен 49′ | (отчёт) | - Сиссе 44′ - Мерлен 84′ - Тель 85′ |

| Германия                                  | 3:2 (доп. вр.) | Италия                          |
| ----------------------------------------- | -------------- | ------------------------------- |
| - Вольтемаде 68′ - Вайпер 87′ - Рёль 117′ | (отчёт)        | - Колеошо 58′ - Амброзино 90+6′ |

### Полуфиналы
| Нидерланды | 1:2     | Англия           |
| ---------- | ------- | ---------------- |
| Огайо 72′  | (отчёт) | Эллиотт 63′, 86′ |

| Германия                                   | 3:0     | Франция |
| ------------------------------------------ | ------- | ------- |
| - Вайпер 8′ - Вольтемаде 14′ - Груда 90+3′ | (отчёт) |         |

### Финал
| Англия                                 | 3:2 (доп. вр.) | Германия                    |
| -------------------------------------- | -------------- | --------------------------- |
| - Эллиотт 5′ - Хатчинсон 24′ - Роу 92′ | (отчёт)        | - Вайпер 45+1′ - Небель 61′ |

## Чемпион
| Чемпион Европы по футболу среди молодёжных команд 2025 |
| Англия Четвёртый титул                                 |

## Статистика

### Бомбардиры
Примечание: В скобках указано, сколько голов из общего числа забито с пенальти.
6 голов
- Ник Вольтемаде (1)

5 голов
- Харви Эллиотт

4 гола
- Нельсон Вайпер

3 гола
- Уильям Осула
- Жеовани Кенда
- Джауи Сиссе

2 гола
- Джонатан Роу
- Пауль Небель
- Клемент Бишофф
- Конрад Хардер
- Лучано Валенте
- Эрнест Поку
- Энрике Араужу (1)
- Родригу Гомеш
- Томаш Суслов (1)
- Максим Брагару
- Топи Кескинен
- Матис Тель (1)
- Даниэл Фила

1 гол
- Эллиот Андерсон (1)
- Чарли Крессуэлл
- Джеймс Макати
- Алекс Скотт
- Омари Хатчинсон
- Браян Груда
- Ансгар Кнауфф
- Эрик Мартель
- Мерлин Рёль
- Николо Тресольди
- Георгий Абуашвили
- Василиос Гордезиани
- Нодар Ломинадзе
- Саба Сазонов
- Уильям Бёвинг
- Оливер Сёренсен
- Хави Герра (1)
- Матео Джозеф
- Марк Пубиль
- Хесус Родригес
- Сесар Таррега
- Роберто Фернандес
- Микель Хаурегисар
- Джузеппе Амброзино
- Томмазо Бальданци
- Чезаре Казадеи
- Лука Колеошо
- Никколо Пизилли
- Том ван Берген
- Ноа Огайо
- Якуб Калузиньский (1)
- Ариэль Мосур
- Паулу Бернарду
- Родригу Пиньейру
- Умит Акдаг
- Луис Мунтяну
- Самуэль Копасек
- Адам Оберт
- Владислав Ванат
- Назар Волошин
- Наатан Скюття
- Каспер Терхо
- Маттис Аблин
- Тьерно Барри
- Натан Зезе
- Жоанн Лепенан
- Кентен Мерлен
- Вацлав Сейк
- Карел Спачил

Автоголы
- Брайт Аррей-Мби (в матче против  Чехии)
- Оливер Провстгор (в матче против  Нидерландов)

### Вратари
Примечания: Жирным выделены вратари, принявшие участие хотя бы в одном матче плей-офф. В скобках указано количество сыгранных матчей.
| Количество пропущенных мячей | Количество пропущенных мячей | Количество пропущенных мячей | Количество пропущенных мячей | Количество пропущенных мячей |
| 0                            | 1                            | 2                            | 3                            | 4                            |
| ---------------------------- | ---------------------------- | ---------------------------- | ---------------------------- | ---------------------------- |
| Иржи Борек (1)               | Самуэл Суареш (4)            | Отто Хиндрих (1)             | Себастьяно Депланш (3)       | Кацпер Трелёвский (1)        |
|                              | Тьярк Эрнст (1)              |                              | Рэзван Сава (2)              |                              |
|                              | Пабло Куньят (1)             |                              |                              |                              |
|                              | Джоэле Дзакки (1)            |                              |                              |                              |
|                              | Обе Нкамбадьо (1)            |                              |                              |                              |
|                              |                              |                              |                              |                              |
| 5                            | 6                            | 7                            | 8                            | 9                            |
| Любомир Белко (3)            | Робин Руфс (5)               | Джеймс Бидл (6)              | Андреас Юнгдаль (4)          |                              |
| Мартин Турк (3)              | Алехандро Итурбе (3)         | Ноа Атуболу (5)              | Лука Харатишвили (3)         |                              |
| Руслан Нещерет (3)           | Лукас Бергстрём (3)          | Гийом Рест (4)               |                              |                              |
|                              | Кацпер Тобиаш (2)            | Лукаш Горничек (2)           |                              |                              |

### Дисквалификации
На следующий матч дисквалифицируется игрок, получивший прямую красную карточку, либо красную карточку за две жёлтые карточки в одном матче. Также следующий матч пропускает игрок, получивший две жёлтые карточки в разных матчах. Все карточки, полученные к окончанию четвертьфиналов и не приведшие к дисквалификации, «сгорают» перед полуфинальными матчами.
| Футболист         | Команда    | Нарушения                                                        | Пропущенные матчи                  |
| ----------------- | ---------- | ---------------------------------------------------------------- | ---------------------------------- |
| Владислав Блэнуцэ | Румыния    | в группе A против Испании                                        | в группе A против Словакии         |
| Макс Розенфельдер | Германия   | в группе B против Словении · в группе B против Чехии             | в группе B против Англии           |
| Владимир Бражко   | Украина    | в группе D против Финляндии                                      | в группе D против Нидерландов      |
| Вилле Коски       | Финляндия  | в группе D против Нидерландов · в группе D против Украины        | в группе D против Дании            |
| Лаша Одишария     | Грузия     | в группе C против Португалии                                     | н/д                                |
| Георгий Квернадзе | Грузия     | в группе C против Польши · в группе C против Португалии          | н/д                                |
| Гизо Мамагеишвили | Грузия     | в группе C против Польши · в группе C против Португалии          | н/д                                |
| Нодар Ломинадзе   | Грузия     | в группе C против Франции · в группе C против Португалии         | н/д                                |
| Овидиу Периану    | Румыния    | в группе A против Испании · в группе A против Словакии           | н/д                                |
| Самуэль Копасек   | Словакия   | в группе A против Испании · в группе A против Румынии            | н/д                                |
| Юри Регер         | Нидерланды | в группе D против Украины                                        | в четвертьфинале против Португалии |
| Срджан Кузмич     | Словения   | в группе B против Германии · в группе B против Чехии             | н/д                                |
| Патрик Выдра      | Чехия      | в группе B против Германии · в группе B против Словении          | н/д                                |
| Филип Вехета      | Чехия      | в группе B против Германии · в группе B против Словении          | н/д                                |
| Йосеф Кожелуг     | Чехия      | в группе B против Германии · в группе B против Словении          | н/д                                |
| Рюбен Ван Боммел  | Нидерланды | в четвертьфинале против Португалии                               | в полуфинале против Англии         |
| Девайн Ренч       | Нидерланды | в группе D против Финляндии · в четвертьфинале против Португалии | в полуфинале против Англии         |
| Кеннет Тейлор     | Нидерланды | в группе D против Дании · в четвертьфинале против Португалии     | в полуфинале против Англии         |
| Тайлер Мортон     | Англия     | в группе B против Словении · в четвертьфинале против Испании     | в полуфинале против Нидерландов    |
| Рафа Марин        | Испания    | в четвертьфинале против Англии                                   | н/д                                |
| Лука Колеошо      | Италия     | в группе A против Словакии · в четвертьфинале против Германии    | н/д                                |
| Вилли Ньонто      | Италия     | в четвертьфинале против Германии                                 | н/д                                |
| Маттиа Дзанотти   | Италия     | в четвертьфинале против Германии                                 | н/д                                |

## Награды
- Лучший игрок:  Харви Эллиотт[5]
- Лучший бомбардир:  Ник Вольтемаде (6 мячей)[6]
- Символическая сборная[7]:

| Вратарь     | Защитники                                                     | Полузащитники                              | Нападающие                                 |
| ----------- | ------------------------------------------------------------- | ------------------------------------------ | ------------------------------------------ |
| Джеймс Бидл | Тино Ливраменто Чарли Крессуэлл Брайт Аррей-Мби Кентен Мерлен | Эллиот Андерсон Эрик Мартель Джеймс Макати | Харви Эллиотт Ник Вольтемаде Жеовани Кенда |